# Simon Van Belle

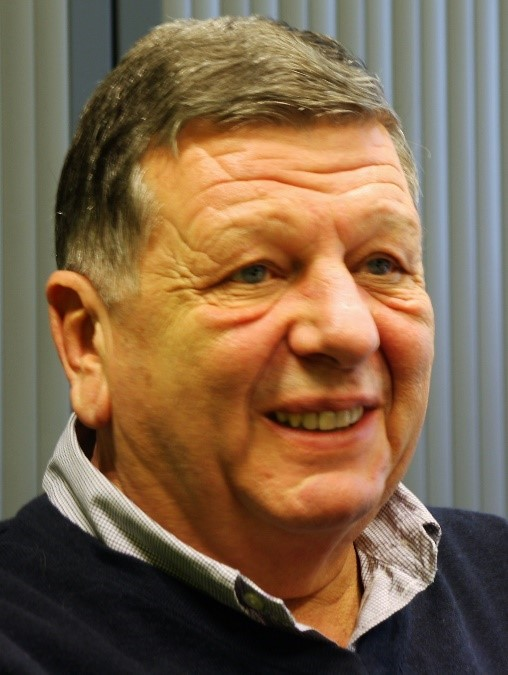

Simon Van Belle (Ninove, 28 oktober 1953) is een Belgisch geneeskundige, die de Dienst Oncologie startte aan de VUB en later aan UZ Gent. Hij was Gewoon Hoogleraar aan de Universiteit Gent van 19.. tot oktober 2019.

## Levensloop
Simon Van Belle groeide op in Pamel, een landelijk dorp in het Pajottenland. Zijn vader was stukadoor. Deed zijn middelbare studies aan het Atheneum in Brussel en studeerde daarna Geneeskunde aan de VUB. Daar koos hij voor de specialiteit ‘interne geneeskunde’, een vakgebied waar ook oncologie aan bod kwam. Hij vervolmaakte zich aan Antoni van Leeuwenhoekziekenhuis in Amsterdam.
Na zijn Amsterdamse periode keerde hij terug naar het Brussels Universitair Ziekenhuis waar hij de dienst Oncologie uitbouwde. De resultaten waren zo bemoedigend dat hij in 1992 gevraagd werd door het UZGent om daar het kankeronderzoek uit te bouwen.
Vanaf 2004 werd hij voltijds Gewoon Hoogleraar aan UG.
Hij was lid van de Raad van Bestuur van het UZ Gent en lid van talrijke wetenschappelijke raden in verband met oncologie in binnen- en buitenland. Hij werd regelmatig betrokken bij nationale en internationale problematieken, en werkte intensief mee met ‘the European Society for Medical Oncology’. Onder zijn impuls kwam er de erkenning van medische oncologie op Europees niveau.
In een interview voor het tijdschrift ‘Leven’ (juli 2000) typeert de auteur Jan Sprimont professor Van Belle als "een gepassioneerd wetenschapper, maar die de wetenschap niet ten koste laat gaan van de patiënt".
Tot slot een citaat van de Simon Van Belle:
"Een patiënt is voor mij geen nummer en ik ben niet bang om bij de persoon en zijn ziekte betrokken te raken. Ik definieer dit als medeleven. Geen medelijden, want medelijden betekent dat je om emotionele redenen wel eens zou kunnen afzien van een harde, agressieve behandeling, terwijl je weet dat die soms echt noodzakelijk is. Medeleven houdt voor mij in dat ik help maar niet op een afstandelijke manier".
Professor Van Belle ging op emeritaat in oktober 2019. Sinds 2002 is hij ereburger van de gemeente Roosdaal.

## Curriculum en publicaties
- Diensthoofd dienst Medische Oncologie Diensthoofd Palliatieve Zorgen Gewoon Hoogleraar Universiteit Gent, vakgroep Inwendige Ziekten, richting Medische Oncologie.
- Opleidingen: - 01-08-78 tot 30-06-82: Departement Interne Geneeskunde Vrije Universiteit BRUSSEL - 01-07-82 tot 30-06-83: Netherlands Kanker Instituut Antoni van Leeuwenhoekhuis AMSTERDAM -Training in Medische Oncologie vanaf 1980.
- Diploma’s: - dokter in genees-, heel- en verloskunde 6/78 met grote onderscheiding Vrije Universiteit BRUSSEL. - geaggregeerde Hoger Onderwijs (Ph.D.) 5/92 : "Vinca alkoloids and M04 cells: from cellular pharmacokinetics to interaction with radiotherapy". Certificaat ESMO examen 1992, hercertificatie (MORA ) in 2000 en 2008
- Publicaties: vele tientallen bijdragen die kunnen geraadpleegd worden in de Academische Bibliotheek UG[6]